# Río de las congojas
Río de las congojas es una novela histórica escrita por Libertad Demitrópulos y publicada en 1981. Ganadora del Premio Boris Vian en 1997. Narrada de forma coral, se remonta a los tiempos de la conquista y colonización del Río de la Plata, específicamente, la fundación de la ciudad de Santa Fe (Argentina).

## Argumento
La novela se desarrolla en el contexto histórico de la fundación de la ciudad de Santa Fe (Argentina) por Juan de Garay. Los protagonistas llegan a la región en una expedición que parte desde Asunción, navegando el río Paraná.
La heroína del relato es María Muratore, una mujer nacida en Asunción, criolla e hija ilegítima, quien mantiene una relación amorosa con Juan de Garay. En la misma embarcación viaja Blas de Acuña, un mestizo profundamente enamorado de María, que hará todo lo posible por ganarse su afecto y, tras su desaparición, por mantener viva su memoria.
A ellos se suma Isabel Descalzo, otra mestiza, que llega a Santa Fe en busca de una herencia: tierras que su padrino le dejó bajo la condición de casarse con Blas de Acuña.
La historia se construye a partir de relatos individuales y fragmentarios, que entretejen las vidas de estos personajes en su condición de mestizos y criollos. La novela ofrece una mirada sobre la vida en los primeros asentamientos sudamericanos fundados por españoles, la conflictiva convivencia con los pueblos originarios y la presencia de los españoles, así como también reflexiona sobre el lugar de la mujer en un mundo dominado por hombres que conquistan y fundan ciudades.

## Personajes
- María Muratore: Criolla e hija ilegítima, nacida en Asunción. Es hija del portugués Zé Muratore (bandeirante), y de la española Ana Rodríguez. Su madre había llegado a América en la expedición del adelantado Juan de Sanabria. Fue abandonada en Asunción tras su nacimiento y criada por Alonso Martínez, un comunero español. Al crecer, mantiene un amorío con su tutor con quien termina casándose, pero enviudó el mismo día de la boda. Pasa a vivir en la calle del pecado, en la casa de su costurera Isabel Descalzo. Más tarde, integró la expedición de Juan de Garay que partió desde Asunción para la segunda fundación de Buenos Aires. En la novela, es presentada como amante de Juan de Garay. En Santa Fe, mientras convalece producto de una herida de bala, Blas de Acuña la desposa. Al recuperarse, se fuga hacia Buenos Aires con Juan de Garay. Regresa a Santa Fe como hombre, bajo el nombre de Fernán Gómez Se destaca por su belleza y por su habilidad en el manejo de armas, tradicionalmente reservado a los hombres. Es apodada "muertita" por Blas.

- Blas de Acuña: Mestizo e hijo ilegítimo. Participó de la expedición de Juan de Garay que fundó la ciudad de Santa Fe. Es analfabeto y siente una conexión profunda con el agua, prefiriendo a la tierra firme. Su historia personal está marcada por la tragedia: su madre fue asesinada por su padre en un episodio de celos. Blas se estableció definitivamente en Santa Fe. Se casa en primeras nupcias con María Muratore y posteriormente con Isabel Descalzo.

- Isabel Descalzo: Mestiza e hija ilegítima. Residente de la "calle del pecado" en Asunción, se desempeñaba como costurera. Allí conoció a María Muratore, de quien fue costurera y amiga. Su padrino, Celestino Descalzo, dejó estipulado en su testamento que debía casarse con Blas de Acuña para poder heredar tierras en Santa Fe. Luego de un extenso pleito judicial que entabla contra Blas de Acuña, se casa con él. Es quien mantiene viva la memoria de María Muratore a través de los relatos orales.

- Ana Rodríguez: Madre de María Muratore. Española llegada a Asunción en una expedición destinada a concertar matrimonios en América. Tras enamorarse de un bandeirante portugués, Zé Muratore, y tener una hija con él, abandona a la misma en Asunción. Luego de la muerte de su amante, temiendo por su vida, regresa a Asunción y conoce a Juan de Garay, con quien inicia una relación amorosa. Junto a él, llega a Santa Fe, donde finalmente se reencontrará con su hija, María Muratore, en un episodio marcado por la violencia y la tragedia.

- El río: En Río de las congojas, el río adquiere un rol protagónico. No solo es el escenario por donde transitan los personajes, sino también un testigo y narrador de sus historias. Representa el espacio de circulación, llegada y partida de los protagonistas, y simboliza la continuidad y el olvido.[1]

## Análisis y estructura
Río de las congojas puede inscribirse dentro del género de la novela histórica, aunque algunos autores no coinciden plenamente con esta clasificación. La obra está estructurada en 24 apartados o capítulos, en los que toman la palabra distintos protagonistas de la historia —María Muratore, Blas Acuña e Isabel Descalzo—, aunque en cada capítulo también se entrelazan las voces de otros personajes, señaladas en el texto mediante cursivas.
La narración no sigue una secuencia lineal, sino que alterna las temporalidades, construyendo el relato de manera fragmentaria. La prosa de la novela se caracteriza por su lirismo y alta intensidad expresiva.

Entre los temas principales se destacan la memoria y la historia. Los personajes reflexionan sobre la necesidad de recordar, los mecanismos del olvido, la transmisión oral de los relatos y la construcción de la historia. Como dice uno de los pasajes de la novela:
“Aquí, pues, me quedo, para seguir viendo la ciudad abandonada, mientras los despueses no la sepulten, como borraron el recuerdo de tantos muchos que un día salimos de La Asunción y vinimos a fundar esta ciudad de Santa Fe.”
El mestizaje es otro eje fundamental que atraviesa toda la obra:
“El mestizaje no es únicamente un alboroto de sangre: también una distancia dentro del hombre, que lo obliga a avanzar, no sobre caminos, sobre temporalidades. Todo se va trabajando al revés de los otros. ¿De cuáles otros? Ahí está la cuestión. Todos son los otros.”
Los protagonistas, en su mayoría mestizos y mujeres, ocupan un lugar de enunciación singular en el relato:
“No bien puse pie en tierra me alcanzó un pesar: aquí moriré, dije. No volveré a La Asunción. Soy la semilla: para eso me trajeron. Así, pues, hago tierra y no sofocaciones. Echo raíces y no suspiros. Me planto. Me confirmo. Pero yo no soy sólo naturaleza.”
También se destaca el rol de la mujer y su capacidad de agencia en un mundo dominado por varones que fundan ciudades y escriben la historia:
“Entonces comprendí que el hombre cree que la mujer es un cántaro que se llena, aunque no tenga sed, para las sequías. Malhecho llenarla. Malhecho enjaularla. Malhecho todos los malhechos que se tienen con ella. Porque un día el llenador se encuentra perdido sin ella y solo entonces es cuando ve la nulidad de los malhechos”.
La novela ofrece una mirada distinta del proceso de conquista y colonización: no desde la perspectiva de los vencedores ni de los vencidos, sino desde un espacio intermedio representado por los mestizos y criollos. Cabe señalar que en el relato no aparecen las voces de los pueblos indígenas, de los esclavizados ni de los conquistadores españoles.

## Contexto histórico de la trama
La novela se sitúa la historia en el contexto del proceso de conquista y colonización de la región del Río de la Plata durante el siglo XVI. Una figura central en este proceso fue Juan de Garay, responsable de la segunda fundación de la ciudad de Buenos Aires, el 11 de junio de 1580. La expedición de Garay partió desde la ciudad de Asunción, conformada por hombres mestizos y criollos que viajaron en embarcaciones río abajo.
La corriente colonizadora del Río de la Plata se impulsó por las posibilidades comerciales que ofrecía contar con un puerto de salida al Atlántico, así como por la necesidad estratégica de contener el avance portugués en la región. En 1573, Garay había fundado la ciudad de Santa Fe, y siete años después llevó adelante la refundación de Buenos Aires, acompañado por 65 hombres (10 españoles, 55 mestizos) y una mujer.
Esta segunda fundación se diferenció de la primera (1536), realizada por Pedro de Mendoza, ya que los colonizadores trajeron consigo ganado, herramientas de labranza y cereales, con el objetivo de establecer una economía autosuficiente y no depender del intercambio con los pueblos indígenas. La primera fundación había fracasado debido a los asedios de la población originaria y a la falta de recursos suficientes para la subsistencia, lo que obligó a sus habitantes a replegarse hacia Asunción.

## Recepción
La novela fue publicada en 1981, durante el autodenominado Proceso de Reorganización Nacional en Argentina, en plena dictadura militar, en un contexto de régimen autoritario y represión clandestina. La obra contiene insinuaciones veladas a la situación represiva que atravesaba el país, en particular a las desapariciones forzadas de personas. Una de las primeras referencias indirectas se encuentra en el epígrafe de Yannis Ritsos que abre la novela, donde se alude a la necesidad de enterrar a los muertos y preservar su memoria. Esta preocupación se refleja en la trama a través del esmero de los personajes Blas de Acuña e Isabel Descalzo en el cuidado de la tumba de María Muratore, así como en su obstinación por mantener viva su memoria.

Otra alusión al contexto represivo y sus víctimas aparece en un fragmento de la novela, que dice:
"Río y camino oyeron aquel día tañer las campanas como nunca, caían sacudidas por una vibración como de llanto. Avisaban que los muertos eran aquellos valientes hijos de la tierra que habían osado pretenderla para ellos. Que con su vida habían pagado la osadía. ¿Y qué pagaron sino la soberbia y la ambición? ¿Tierra querían? ¿Mando querían? Así sucede cuando el hombre tiene pensamientos. Escarmiento.”
Aproximándose al final de la novela, hay un desaparecido que es llevado por el río, lo que constituye una referencia a los detenidos desaparecidos cuyos cuerpos fueron arrojados al Río de la Plata en los denominados "vuelos de la muerte".
La escasa repercusión inicial de la obra ha sido atribuida tanto al contexto político de su publicación como a la militancia de su autora en el movimiento peronista. Fue necesario el paso del tiempo para que la novela fuera revalorizada. El escritor argentino Ricardo Piglia desempeñó un papel fundamental en este proceso al seleccionarla para una reedición dentro de la colección Serie del Reciénvenido de la editorial Fondo de Cultura Económica, destinada a rescatar grandes obras de la literatura argentina contemporánea.
Finalmente, en 1997, Río de las congojas recibió el Premio Internacional de Novela Boris Vian. El jurado de esa edición estuvo integrado por destacados escritores y críticos, entre ellos Juan Jacobo Bajarlía, Eduardo Grüner, Liliana Heer, Noé Jitrik, Tununa Mercado, Tomás Eloy Martínez, María Moreno, Nicolás Rosa, Leónidas Lamborghini, Héctor Libertella, Hugo Padeletti y Laura Klein.